# Crazy Horse
Tasunka witko (Sioux) eller Crazy Horse (engelsk), (født omkring 1840 i området Bear Butte, Black Hills, South Dakota, død 5. september 1877) var en berømt amerikansk indfødt fra stammen Sioux Oglala.
Han blev især kendt for at ville bevare sin stammes traditioner og var imod indtrængen af nybyggere i sit område. Et andet bemærkelsesværdigt træk var, at han ikke ville fotograferes.
Han var en brav og modig kriger, der altid red først mod fjenden. Dette til trods blev han aldrig ramt af fjendtlige kugler – hans medicin var en lille sten i det ene øre. Dog blev han ramt i kæben af en revolverkugle i forbindelse med en jalousidrama, men overlevede. 
Han deltog i mange kampe mod den amerikanske hær – det mest kendte slag er Slaget ved Little Bighorn søndag den 25. juni 1876. Hans modstander var oberstløjtnant George Armstrong Custer, der omkom sammen med alle sine soldater. Det var det sidste større slag mellem de oprindelige og de nye amerikanere.
Crazy Horse blev dræbt i 1877 af en soldat, da han modsatte sig tilfangetagelse i et vagthus i Fort Robinson, Nebraska. På det tidspunkt var han blevet lovet sit eget reservat (eng: Indian Agency), men endnu engang svigtede den store hvide far i Washington og de militære chefer deres løfter.
Crazy Horse vil blive husket som et stort forbillede for sit folk – blandt andet ved verdens største skulptur: Crazy Horse Memorial i South Dakota.